# Ostende
Ostende (nizozemsky Oostende) je lázeňské a přístavní město v belgické provincii Západní Flandry ve Vlámském regionu. Je největším městem belgického pobřeží a leží přibližně v jeho středu 35 km od hranic s Nizozemskem a 30 km od hranic s Francií. Žije zde přibližně 72 tisíc obyvatel.

## Historie
Ostende byla původně vesnice na ostrově Testerep blízko vlámského pobřeží.
Její název vznikl složením nizozemských slov Oost (česky „východ“) a ende (stará podoba slova einde, česky „konec“) a odráží skutečnost, že se vesnice nacházela zcela na východě ostrova.
Ačkoliv bylo Ostende malé, získalo kolem roku 1265 status města, a tedy i možnost postavit tržnici a pořádat trhy.
Hlavním zdrojem příjmů obyvatel Ostende byl rybolov.
Pobřeží Severního moře však bylo vždy poměrně nestabilní, a tak se roku 1395 jeho obyvatelé rozhodli, že založí nové Ostende, chráněné velikými hrázemi a ve větší vzdálenosti od moře.
Strategická poloha na pobřeží Severního moře přinášela Ostende coby přístavnímu městu řadu výhod, ale byla rovněž příčinou problémů.
Město často obsazovaly a ničily nepřátelské armády. Nejdůležitější událostí bylo tříleté obléhání Ostende ze strany Španělů v letech 1601–1604, při kterém na obou stranách padlo nebo bylo raněno celkem více než 80 000 lidí.
Po období nepokojů poněkud vzrostl význam přístavu v Ostende.
Jedním z důvodů byl úpadek Antverp poté, co Nizozemci uzavřeli Šeldu a Antverpy přišly o přístup k moři.
Jižní Nizozemí (dnešní Belgie) bylo tehdy součástí Rakouska a rakouský císař Karel VI. udělil městu monopol na obchod s Afrikou a Dálným východem.
Roku 1722 Karel VI. založil Oostendse Compagnie (česky „Ostendská obchodní společnost“), která směla zakládat zámořské kolonie.
Nicméně roku 1727 byla Oostendse Compagnie kvůli nátlaku Anglie a Nizozemska nucena ukončit svoji činnost.
Anglie a Nizozemsko považovaly mezinárodní obchod za své výsadní právo a nechtěly v tomto směru připustit žádnou konkurenci.
Přístav v Ostende se dál rozvíjel díky vylepšení doku a kvalitnějšímu dopravnímu spojení s vnitrozemím.
Roku 1838 bylo vybudováno železniční spojení s Bruselem a roku 1846 z Ostende vyplul první trajekt do Doveru.
Dnes funguje trajektové spojení mezi Ostende a Anglií pouze pro nákladní dopravu, a to jako alternativa ke spojení z francouzského Calais do Anglie.
Prestiž města stoupla i díky přízni belgických králů Leopolda I. a Leopolda II., kteří v něm s oblibou trávili dovolenou.
K potěšení královské rodiny zde byly budovány významné památníky a vily.
Brzy se přidali další belgičtí šlechtici a Ostende se stalo známým jako „královna belgických přímořských letovisek“.
Za první světové války u města Ostende kočila západní fronta.
V České republice je podle tohoto vyhlášeného lázeňského pobřežního města pojmenováno několik rekreačních míst u vody, například pláž Ostende rybníka Svět u Třeboně nebo kemp Ostende na Boleveckém rybníku u Plzně.

## Sportovní kluby
- KV Oostende (fotbal)[2]
- Basketball Club Oostende (basketbal)

## Doprava
Mezinárodní letiště Oostende – Bruggy, které se nachází 5 km od Ostende, je především nákladním letištěm, ale nabízí lety cestujícím do rekreačních destinací v jižní Evropě a Turecku. TUI fly Belgium má sídlo v Ostende. Pobočka TAAG Angola Airlines se nachází v areálu letiště Ostende. Dále zde prochází pobřežní tramvajová trať Kusttram.

## Fotogalerie

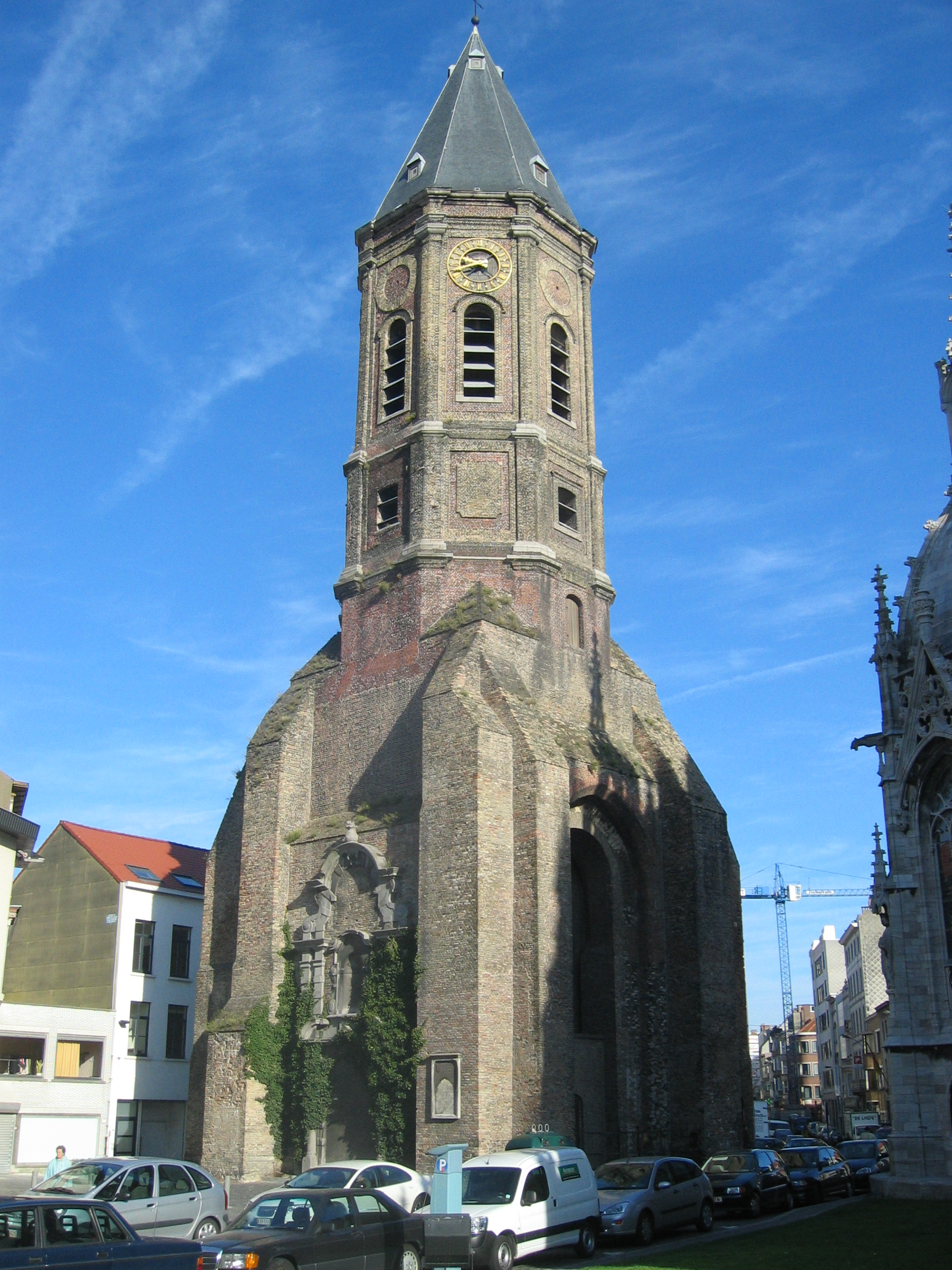
Peperbusse - místní název pro věž kostela, který byl zničen požárem
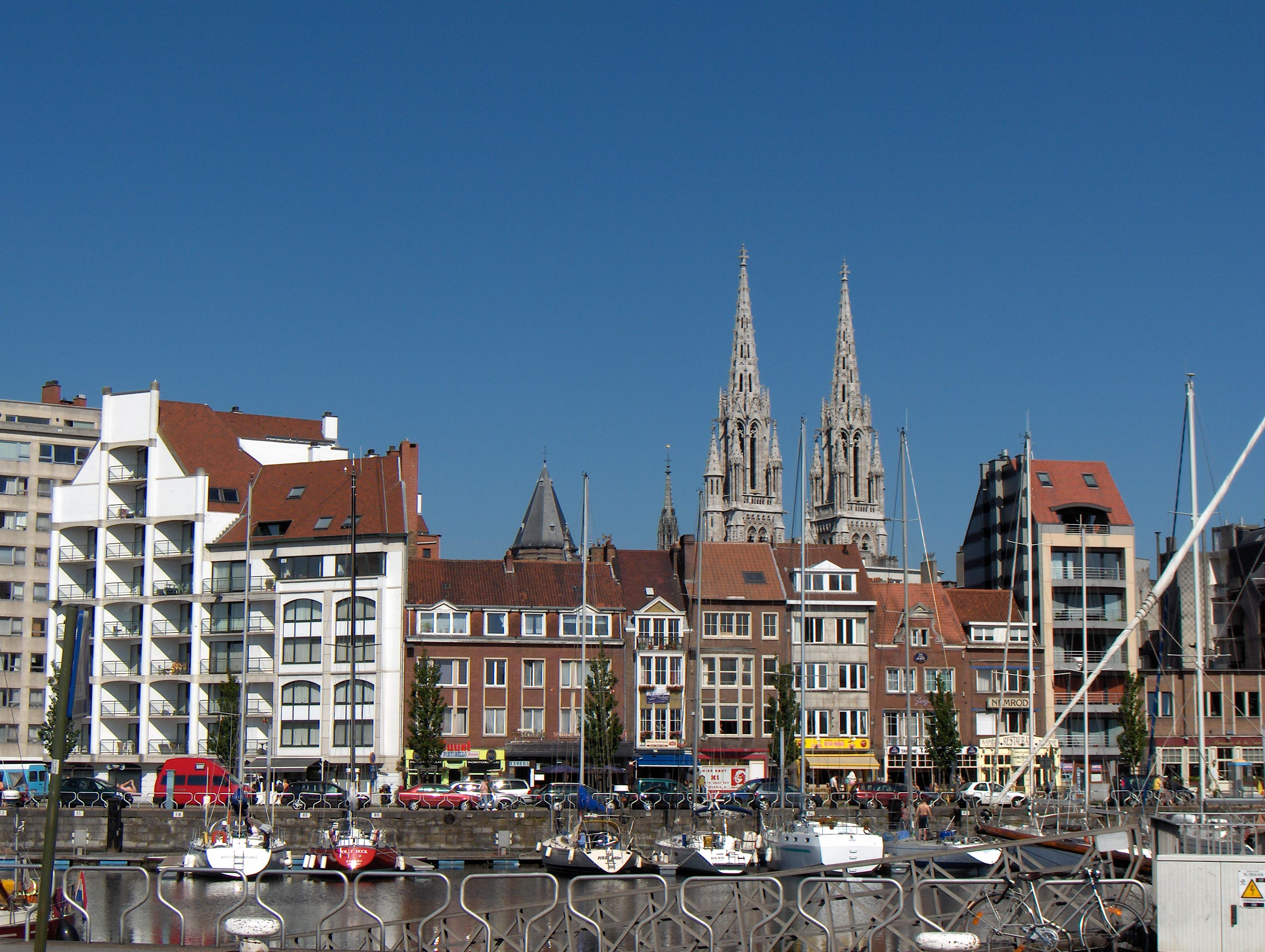
Přístav v Ostende
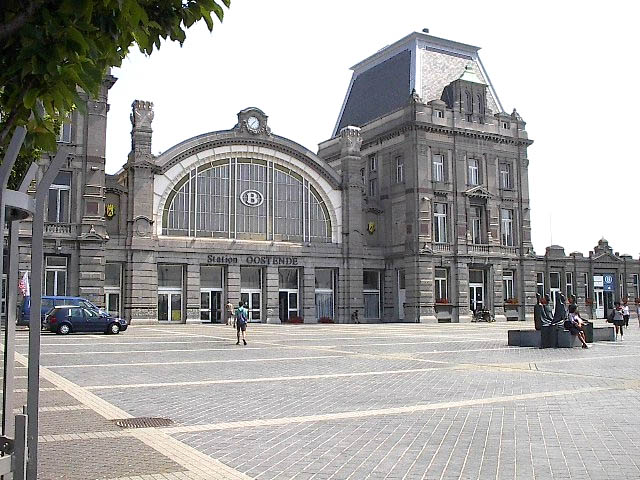
Nádraží